# رود دونتس

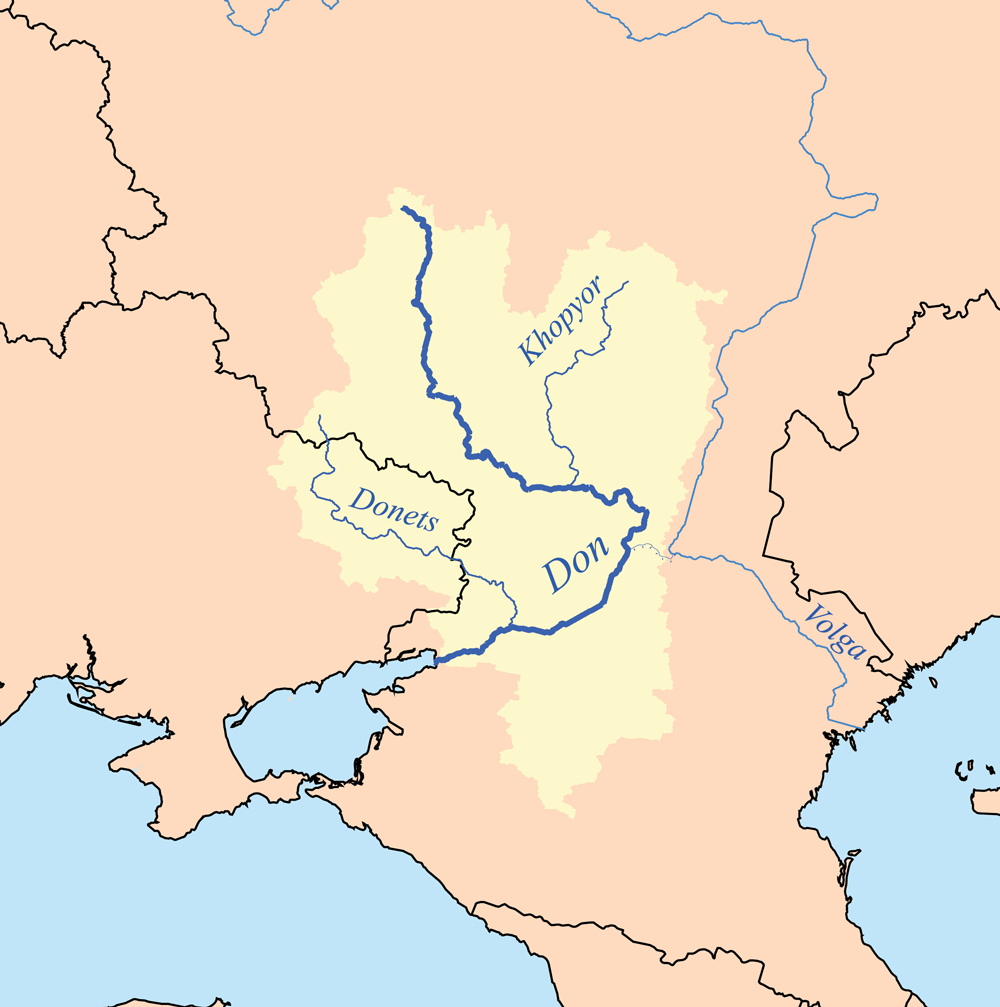
رودخانه‌های دونتس و دون بر روی نقشه.

رود دونتس (به روسی: Северский Донец؛ به اوکراینی: Сіверський Донець) رودخانه‌ای است که از ارتفاعات مرکزی روسیه سرچشمه می‌گیرد و با گذر از خاک اوکراین به رود دون روسیه می‌پیوندد. طول این رود ۱٬۰۵۳ کیلومتر است.